# جوني كوين (ممثل)
جوني كوين (بالإنجليزية: Jonny Coyne)‏ هو ممثل بريطاني، ولد في القرن 20 في المملكة المتحدة.

## أعمال

### أفلام
- (2010) لندن بولفار[6]
- (2013) فرقة العصابات[7]

### مسلسلات
- جواسيس واشنطن

## وصلات خارجية
- جوني كوين على موقع IMDb (الإنجليزية)
- جوني كوين على موقع قاعدة بيانات الفيلم (الإنجليزية)